# 오후나토선
오후나토선(일본어: 大船渡線)은 일본 이와테현 이치노세키시의 이치노세키역부터 미야기현 게센누마시, 이와테 현 리쿠젠타카타시를 경유해서 이와테 현 오후나토시의 사카리역을 잇는 동일본 여객철도의 철도 노선(지방 교통선)이다. 폐선된 게센누마 역 - 모리 역 간(오후나토 선 BRT로서 운행)을 포함한 선형을 용으로 찾아내 '드래곤 레일 오후나토 선'이라는 애칭이 붙여졌다.

## 개요
과거에는 이치노세키 역에서 게센누마 역, 오후나토 역을 거쳐 모리 역까지를 잇는 노선이었다. 산리쿠 해안 연안부를 주행하고 있던 게센누마역-모리역 간은 2011년 3월 11일에 발생한 동일본 대지진에서는 쓰나미의 피해를 입고, 이후에는 철도에 대해서는 불통이 되어 2013년 3월 2일부터 '오후나토선 BRT'로서 BRT(버스 고속 수송 시스템)가 운행되고 있다. 2019년 11월 12일에는 불통구간 철도사업 폐지신고가 국토교통성 도호쿠운수국에 제출되어, 2020년 4월 1일 폐지되었다.
1992년, 동일본 여객철도는 오후나토선 게센누마시에서 영업소 설립을 기념하여, 오후나토선의 애칭을 공모.당시는 애니메이션 토리야마 아키라 원작 「드래곤볼 Z」가 후지 TV 계열에서 방영되고 있던 적도 있어 초등학생 등으로부터 「드래곤 레일」이라는 표가 모였다. 오후나토선의 구불구불한 선형이 『드래곤볼』에 나오는 신룡의 형상과 흡사한 데다 오후나토선 연선에서도 용의 전설이 있었기 때문에 「드래곤레일 오후나토선」으로 결정되었다.
애칭의 유래에 드래곤볼이 관련돼 있어 오후나토선에서 운행되는 기동차에는 원조 드래곤볼의 의장을 본뜬 디자인(오렌지 원형에 불을 피우는 용이 그려지고 오른쪽 상단에 DRAGON RAIL로 그려진 것) 스티커가 붙어 있다.

## 역사

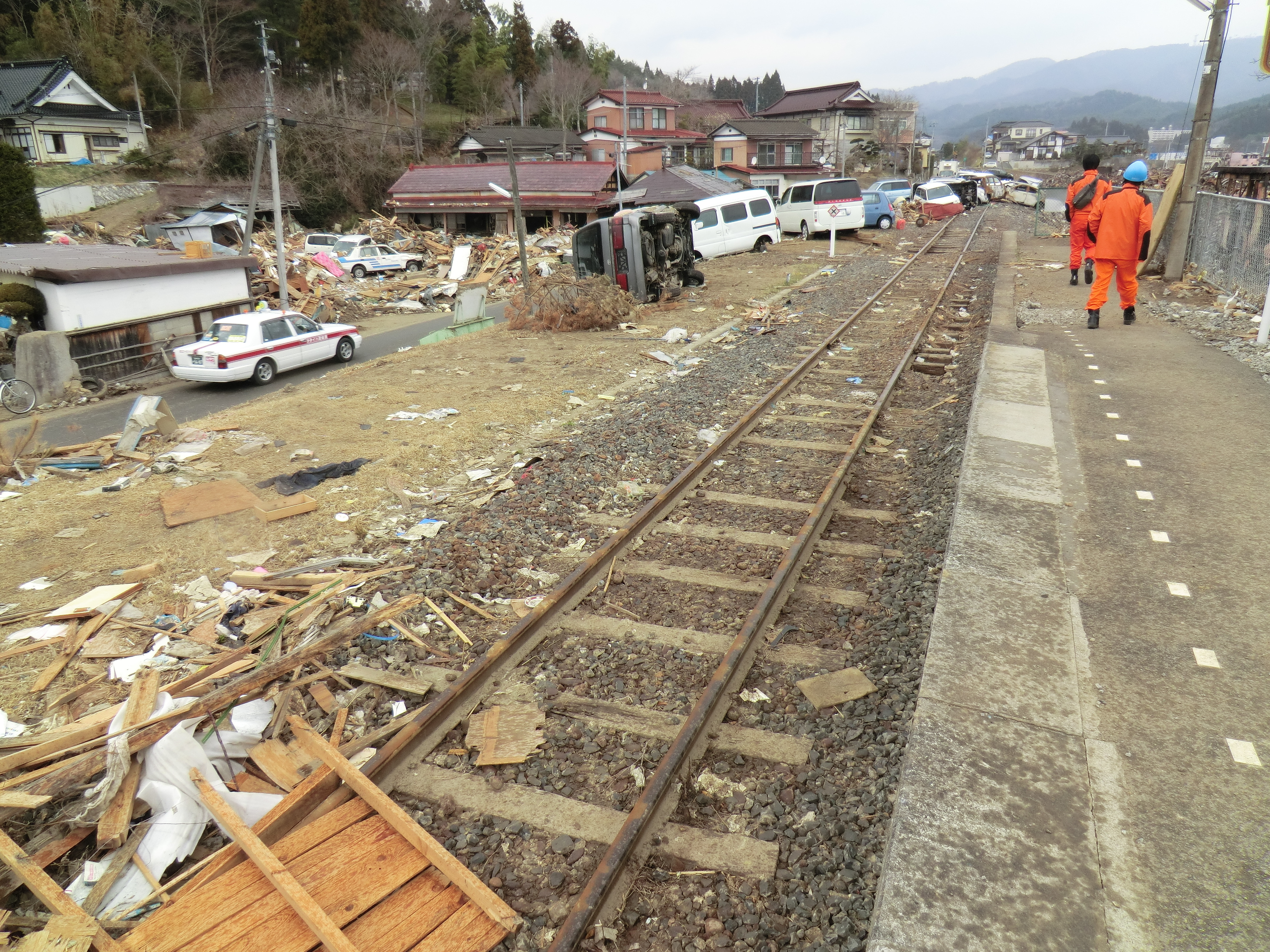
동일본 대지진으로부터 1개월 후의 시시오리카라쿠와역. 승강장 주변은 쓰나미로 떠내려간 잔해가 흩어져 자동차들이 선로를 막고 있다.

2011년 3월 11일 동일본 대지진에 영향을 받아 연안부에서 쓰나미로 큰 피해를 입었다. 역사는 다케코마역-호소우라역의 각 역과 오후나토역이 유실되었고, 교량은 리쿠젠야사쿠역-다케코마역 사이의 게센가와 교량이 교각에서 떠내려가는 등 3개소가 유실되었다. 시모후나토 역 - 오후나토 역 간이나 모리 역에서 열차가 쓰나미로 침수되었지만 승객·승무원은 모두 대피해 무사했다.
불통 구간의 게센누마역 - 모리역간에서는 2013년 3월부터 BRT의 운행을 개시했다. 이 BRT화에 있어서, 특히 가시리카라쿠와 역에서 리쿠젠타카다 역 부근에 걸친 구간은 크게 경로 변경되어 해안가의 가라쿠와 오사와를 경유하는 루트가 본선이 되어 내륙부의 가미카오리 역 및 리쿠젠야사쿠 역에는 지선이 커버하는 형태로 되어, 현 경계를 넘는 가미카오리 역 - 리쿠젠야사쿠 역 사이는 직접적인 교통 기관이 두절되게 되었다.
JR동일본은 불통 구간의 철로에서의 복구에 대해서, 자사에서 부담하는 원상 복구비 130억엔, 연선 자치체등의 공적 지원이 필요한 안전면이나 마을 만들기에 드는 400억엔의 총액 270억엔의 비용에 가세해 이용자수 감소의 전망으로부터 단념할 의향을 나타냈다.
2019년 11월 12일 JR 동일본은 국토교통대신 앞으로 2020년 11월 13일을 기점으로 폐지일자를 잡아 게센누마역-모리역 간 철도사업 폐지신고서를 제출했다. 그 후의 의견 청취 결과, 폐지일의 앞당김이 인정됨에 따라 2020년 1월 31일, 회사측은 폐지일을 4월 1일로 앞당기는 내용의 신고를 제출했다. 1987년 4월 JR 동일본 발족 이후 동사 관내에서의 여객철도 노선 폐지는 제3섹터 철도로 전환된 노선을 제외하면 1997년 폐지된 신에츠 본선 요코가와 역 - 가루이자와 역 간과 2014년 폐지된 이와이즈미 선 이래 동시 폐지된 게센누마 선 구간도 포함해 세 번째가 된다.

## 노선 정보
- 관할 (사업 종별) : 동일본 여객철도 (제1종 철도사업자)
- 구간 (영업 거리) : 이치노세키 - 모리 105.7km
- 역 수 : 26 (기종점역 포함)
  - 오후나토 선 소속 역으로 한정된 경우, 기점의 이치노세키 역(도호쿠 본선 소속)이 제외되어 25역이 된다.
- 궤간 : 1067mm
- 전 구간 단선
- 전 구간 비 전철화
- 폐색 방식 : 특수 자동 폐색식 (전자 부호 조사식)
- 운전 지령소 : 이치노세키 운행센터 (이치노세키 CTC)
- 최고속도 : 85km/h

전 구간이 동일본 여객철도 모리오카 지사의 관할이다.

## 역 목록
| 역명             | 일어 역명  | 역간 거리 | 영업 거리 | 접속 노선                                                                | 소재지   | 소재지         |
| ---------------- | ---------- | --------- | --------- | ------------------------------------------------------------------------ | -------- | -------------- |
| 이치노세키       | 一ノ関     | -         | 0.0       | 동일본 여객철도 도호쿠 신칸센 · 도호쿠 본선                              | 이와테현 | 이치노세키시   |
| 마타키           | 真滝       | 5.7       | 5.7       |                                                                          | 이와테현 | 이치노세키시   |
| 리쿠추칸자키     | 陸中門崎   | 8.0       | 13.7      |                                                                          | 이와테현 | 이치노세키시   |
| 이와노시타       | 岩ノ下     | 3.8       | 17.5      |                                                                          | 이와테현 | 이치노세키시   |
| 리쿠추마쓰카와   | 陸中松川   | 3.8       | 21.3      |                                                                          | 이와테현 | 이치노세키시   |
| 게이비케         | 猊鼻渓     | 2.0       | 23.3      |                                                                          | 이와테현 | 이치노세키시   |
| 시바주쿠         | 柴宿       | 2.8       | 26.1      |                                                                          | 이와테현 | 이치노세키시   |
| 스리사와         | 摺沢       | 4.5       | 30.6      |                                                                          | 이와테현 | 이치노세키시   |
| 센마야           | 千厩       | 9.2       | 39.8      |                                                                          | 이와테현 | 이치노세키시   |
| 고나시           | 小梨       | 3.6       | 43.4      |                                                                          | 이와테현 | 이치노세키시   |
| 야고시           | 矢越       | 4.2       | 47.6      |                                                                          | 이와테현 | 이치노세키시   |
| 오리카베         | 折壁       | 2.1       | 49.7      |                                                                          | 이와테현 | 이치노세키시   |
| 니쓰키           | 新月       | 5.6       | 55.3      |                                                                          | 이와테현 | 이치노세키시   |
| 게센누마         | 気仙沼     | 6.7       | 62.0      | 동일본 여객철도 게센누마 선                                              | 미야기현 | 게센누마시     |
| 시시오리카라쿠와 | 鹿折唐桑   | 2.2       | 64.2      |                                                                          | 미야기현 | 게센누마시     |
| 가미시시오리     | 上鹿折     | 5.3       | 69.5      |                                                                          | 미야기현 | 게센누마시     |
| 리쿠젠야하기     | 陸前矢作   | 10.0      | 79.5      |                                                                          | 이와테현 | 리쿠젠타카타시 |
| 다케코마         | 竹駒       | 3.0       | 82.5      |                                                                          | 이와테현 | 리쿠젠타카타시 |
| 도치가사와코엔   | 栃ヶ沢公園 | 1.2       | 83.7      |                                                                          | 이와테현 | 리쿠젠타카타시 |
| 리쿠젠타카타     | 陸前高田   | 1.7       | 85.4      |                                                                          | 이와테현 | 리쿠젠타카타시 |
| 와키노사와       | 脇ノ沢     | 2.9       | 88.3      |                                                                          | 이와테현 | 리쿠젠타카타시 |
| 오토모           | 小友       | 4.5       | 92.8      |                                                                          | 이와테현 | 리쿠젠타카타시 |
| 호소우라         | 細浦       | 4.3       | 97.1      |                                                                          | 이와테현 | 오후나토시     |
| 시모후나토       | 下船渡     | 3.1       | 100.2     |                                                                          | 이와테현 | 오후나토시     |
| 오후나토         | 大船渡     | 1.4       | 103.1     |                                                                          | 이와테현 | 오후나토시     |
| 사카리           | 盛         | 2.6       | 105.7     | 산리쿠 철도 미나미리아스 선 이와테 개발 철도 히코로이치 선 · 아카사키 선 | 이와테현 | 오후나토시     |

### BRT 구간

#### 게센누마 - 사카리
| 역명                    | 일어 역명           | 역간 거리 | 영업 거리 | 접속 노선                                                                           | 소재지    | 소재지          |
| ----------------------- | ------------------- | --------- | --------- | ----------------------------------------------------------------------------------- | --------- | --------------- |
| 게센누마                | 気仙沼              | -         | 62.0      | 동일본 여객철도 ■ 오후나토 선 (이치노세키 방면) · ■ 게센누마 선                     | 미야기 현 | 게센누마 시     |
| 시시오리카라쿠와        | 鹿折唐桑            | 2.2       | 64.2      | ■ 오후나토 선 (가미시시오리 방면)                                                   | 미야기 현 | 게센누마 시     |
| 하치만오하시 {도료코코) | 八幡大橋（東陵高校) | 1.1       | 65.3      |                                                                                     | 미야기 현 | 게센누마 시     |
| 오사베                  | 長部                | 12.5      | 77.8      |                                                                                     | 이와테 현 | 리쿠젠타카타 시 |
| 기세키노잇폰마쓰        | 奇跡の一本松        | 4.6       | 82.4      |                                                                                     | 이와테 현 | 리쿠젠타카타 시 |
| 리쿠젠타카타            | 陸前高田            | 3.0       | 85.4      | ■ 오후나토 선 (리쿠젠야하기 방면) (일부 직통)                                       | 이와테 현 | 리쿠젠타카타 시 |
| 마치나카리쿠젠타카타    | まちなか陸前高田    |           |           | (2017년 4월 27일 개업 예정)                                                         | 이와테 현 | 리쿠젠타카타 시 |
| 다카타코코마에          | 高田高校前          | 0.8       | 86.2      |                                                                                     | 이와테 현 | 리쿠젠타카타 시 |
| 다카타뵤인              | 高田高校前          | 1.4       | 87.6      |                                                                                     | 이와테 현 | 리쿠젠타카타 시 |
| 와키노사와              | 脇ノ沢              | 0.7       | 88.3      |                                                                                     | 이와테 현 | 리쿠젠타카타 시 |
| 오토모                  | 小友                | 4.5       | 92.8      |                                                                                     | 이와테 현 | 리쿠젠타카타 시 |
| 고이시카이간구치        | 碁石海岸口          | 2.6       | 95.4      |                                                                                     | 이와테 현 | 오후나토 시     |
| 호소우라                | 細浦                | 1.7       | 97.1      |                                                                                     | 이와테 현 | 오후나토 시     |
| 시모후나토              | 下船渡              | 3.1       | 100.2     |                                                                                     | 이와테 현 | 오후나토 시     |
| 오후나토우오이치바마에  | 大船渡魚市場前      | 1.5       | 101.7     |                                                                                     | 이와테 현 | 오후나토 시     |
| 오후나토                | 大船渡              | 1.4       | 103.1     |                                                                                     | 이와테 현 | 오후나토 시     |
| 사카리                  | 盛                  | 2.6       | 105.7     | 산리쿠 철도 ■ 미나미리아스 선 이와테 개발 철도 히코로이치 선 · 아카사키 선 (화물선) | 이와테 현 | 오후나토 시     |

#### 게센누마 - 가미시시오리
| 역명             | 일어 역명 | 역간 거리 | 영업 거리 | 접속 노선                     | 소재지    | 소재지      |
| ---------------- | --------- | --------- | --------- | ----------------------------- | --------- | ----------- |
| 게센누마         | 気仙沼    | -         | 62.0      | 동일본 여객철도 ■ 게센누마 선 | 미야기 현 | 게센누마 시 |
| 시시오리카라쿠와 | 鹿折唐桑  | 2.2       | 64.2      | ■ 오후나토 선 (사카리 방면)   | 미야기 현 | 게센누마 시 |
| 가미시시오리     | 上鹿折    | 5.3       | 69.5      |                               | 미야기 현 | 게센누마 시 |

#### 리쿠젠야하기 - 리쿠젠타카타
| 역명           | 일어 역명  | 역간 거리 | 영업 거리 | 접속 노선 | 소재지    | 소재지          |
| -------------- | ---------- | --------- | --------- | --------- | --------- | --------------- |
| 리쿠젠야하기   | 陸前矢作   | -         | 79.5      |           | 이와테 현 | 리쿠젠타카타 시 |
| 다케코마       | 竹駒       | 3.0       | 82.5      |           | 이와테 현 | 리쿠젠타카타 시 |
| 도치가사와코엔 | 栃ヶ沢公園 | 1.2       | 83.7      |           | 이와테 현 | 리쿠젠타카타 시 |
| 리쿠젠타카타   | 陸前高田   | 1.7       | 85.4      |           | 이와테 현 | 리쿠젠타카타 시 |